# NGC 7621
NGC 7621 este o galaxie situată în constelația Pegas. A fost descoperită în 25 noiembrie 1864 de către Albert Marth.